# Sultanato del Darfur
Il Sultanato del Darfur fu uno stato pre-coloniale dell'Africa orientale, corrispondente all'attuale Sudan occidentale. Fu indipendente dal 1603 al 24 ottobre 1874.

## Storia

### Le origini
Il Darfur è composto in gran parte da pianure semiaride che non possono supportare una popolazione numerosa. L'unica eccezione di quest'area è rappresentata dalle montagne di Jebel Marra. Fu alla base di questi monti che si svilupparono una serie di insediamenti che governarono poi l'intera regione. Il popolo Daju e dal XIV secolo dei migranti Tunjur furono la prima potenza nel Darfur. La transizione del potere dai Daju ai Tunjur venne facilitata attraverso matrimoni tra casate.
Dall'unione tra un membro del popolo Tunjur ed una donna del popolo Fur nacque il sultano Dali, figura mitica e celebrata dagli storici del Darfur. Dali divise il paese in province e fu il primo a stabilire un codice penale che, sotto il titolo di Kitab Dali o Libro di Dali, è ancora oggi conservato e differisce in alcuni aspetti dalla legge del corano. Suo nipote Sulayman, solitamente distinto dall'epiteto fur di "Solon", che vuol dire appunto "l'Arabo" o "il Rosso", regnò dal 1603 al 1637, e fu un grande guerriero e devoto musulmano. Sulayman Solon è considerato il fondatore della dinastia Keira e del sultanato del Darfur.

### L'islam e la prosperità del Darfur
I Tunjur introdussero l'islam nel Darfur attraverso la loro esperienza negli imperi musulmani di Kanem e Ouaddai. Il nipote di Solimano, Ahmed Bukr (c.1682-c.1722), fece dell'islam la religione ufficiale di stato ed incrementò la prosperità del paese incoraggiando l'immigrazione di popolazioni provenienti dall'Impero Bornu e dal Regno di Baguirmi. Il suo governo estese i confini dello stato ad est del Nilo e sino alle sponde dell'Atbara.

### La guerra civile (1722-1786)
La morte di Bukr diede vita ad un lungo conflitto di successione. Sul letto di morte, Bukr aveva stabilito che ciascuno dei suoi figli avrebbe governato il paese a turno. Al posto però di risolvere il problema, queste continue rotazioni portarono ben presto allo scoppio di una vera e propria guerra civile che perdurò sino al 1785/6. Per questi conflitti interni il Darfur entrò in declino per importanza ed iniziò delle guerre col Regno di Sennar e con l'Impero Ouaddai.

### Mohammed II Tairab
Uno dei monarchi più capaci durante questo periodo fu il sultano Mohammed Terab, uno dei figli di Ahmad Bukr. Egli guidò un gran numero di campagne vittoriose e nel 1785/6 fu a capo dell'esercito contro Funj, ma non si spinse oltre Omdurman. Qui egli venne fermato dal Nilo e non trovò motivazioni ulteriori per spingere la sua armata ad attraversare il fiume. Pur dovendo in parte diminuire la grandezza iniziale del suo progetto, Terab rimase ad Omdurman per diversi mesi ed il suo esercito incominciò a sentirsi insoddisfatto. Secondo diversi storici Terab venne infine avvelenato da sua moglie su istigazione dei capi del suo popolo, insoddisfatti della sua condotta, e l'esercito fece quindi ritorno nel Darfur. Dopo la sua morte, malgrado egli avesse nominato suo erede il figlio, il trono passò a suo fratello Abd al-Rahman.

### Abd-er-Rahman il Giusto
Abd-er-Rahman stabilì la nuova capitale a Al Fashir, città il cui nome significava appunto "la capitale", nel 1790. La capitale era originariamente posta a Kobb, insediamento che venne spopolato per popolare la nuova sede del sultano locale. Durante il regno di Abd-er-Rahman, soprannominato "el-Rashid" ovvero "il Giusto", Napoleone Bonaparte intraprese la sua campagna di conquista in Egitto. Nel 1799 Abd-er-Rahman scrisse per congratularsi col generale francese nella sconfitta dei mamelucchi. Bonaparte rispose chiedendo al sultano di inviargli una carovana di 2000 schiavi neri di sedici anni, forti e vigorosi, con la promessa di vedere riconosciuta la propria indipendenza e la protezione da attacchi futuri.

### Mohammed-el-Fadhl
Mohammed-el-Fadhl, figlio di Abd-er-Rahman, fu il successore del padre ma per un certo periodo di tempo fu sotto il controllo dell'energico eunuco Mohammed Kurra, del quale poi si sbarazzò rendendosi indipendente, e facendo proseguire il proprio regno sino al 1838, quando egli morì di lebbra. Mohammed durante il proprio periodo di governo decise di devolvere i propri sforzi ad assoggettare le tribù arabe semi-indipendenti che vivevano nei suoi domini tra cui i Rizeigat, schiavizzandoli. Nel 1821 egli perse la provincia di Kordofan a favore degli egiziani di Mehemet Ali, che stavano pianificando di conquistare tutto il Sudan. Gli egiziani avevano come primo obiettivo la conquista di tutto il Darfur ma le difficoltà riscontrare in quell'area del Nilo li forzò ad abbandonare quest'idea. Al-Fadl morì nel 1838 e suo figlio Mohammed Hassan, venne nominato quale suo successore. Hassan venne descritto come un uomo religioso ma avaro. Nel 1856 egli divenne cieco e per il resto del suo regno fu sua sorella Zamzam a governare de facto il sultanato in suo nome.

### La fine del sultanato
Nel 1856 un uomo d'affari originario di Khartoum, al-Zubayr Rahma, iniziò delle operazioni nelle terre del sud del Darfur. Egli iniziò a stabilire stazioni commerciali difese ed armate e ben presto fu in grado di ridurre l'economia locale e tutto lo stato sotto il proprio governo. Quest'area, conosciuta col nome di Bahr el Ghazal, è stata per lungo tempo fonte di guadagno sicuro per il commercio del Darfur verso l'Egitto ed il Nord Africa, specialmente per il commercio di schiavi e di avorio. I nativi di Bahr el Ghazal pagavano tributi al Darfur, e queste erano le entrate principali vendute poi dai darfuriani ai mercanti egiziani lungo la strada per Asyūṭ. Al-Zubayr riuscì a dirigere nuovamente questo fiume di beni verso Khartoum e verso il Nilo.
Il sultano Hassan morì nel 1873 e la successione passò al suo figlio minore Ibrahim, che si trovò ben presto in conflitto con al-Zubayr. Dopo alcuni conflitti iniziali con gli egiziani, Al-Zubayr divenne loro alleato ed in cooperazione essi decisero di conquistare il Darfur. La guerra ebbe come risultato la distruzione totale del regno. Ibrahim venne ucciso in battaglia nell'autunno del 1874 e suo zio Hassab Alla, che aveva cercato di mantenere l'indipendenza del paese, venne catturato nel 1875 dalle truppe del chedivè egiziano, e deportato al Cairo con la sua famiglia.

### L'effimera rinascita
Dopo le guerre mahdiste e in seguito alla crisi di Fashoda cui seguì l'entente cordiale, l'accordo di confine tra Francia e Gran Bretagna lasciò il Darfur come stato cuscinetto (che altrimenti sarebbe stato diviso a metà), dal 1899.
Formalmente suddito ottomano (così come formalmente lo erano ancora l'Egitto ed il Sudan, pur essendo di fatto protettorati britannici), il Darfur si allineò ad esso e agli Imperi Centrali durante la prima guerra mondiale, venendo immediatamente occupato dalle truppe britanniche nel 1916 e quindi accorpato al Sudan anglo-egiziano.